# Cymbocarpa
- Commons
- Wikispecies

Cymbocarpa é um género botânico pertencente à família Burmanniaceae.
1. ↑  «Cymbocarpa — World Flora Online». www.worldfloraonline.org. Consultado em 19 de agosto de 2020